# Art Pepper with Warne Marsh
Albums de Art Pepper
The Art Pepper Quartet
(1956) Modern Art
(1957)
Art Pepper with Warne Marsh est un album d'Art Pepper et de Warne Marsh.

## La session
Elle réunit, le 26 novembre 1956, deux grandes figures du Jazz West Coast: Art Pepper à l'alto et Warne Marsh au ténor.

## Titres
1. I Can't Believe That You're in Love with Me (original) 5:26
2. I Can't Believe That You're in Love with Me (alternatif) 5:37
3. All the Things You Are (original) 6:36
4. All the Things You Are (alternatif) 6:30
5. What's New 4:08
6. Avalon 3:54
7. Tickle Toe 4:54
8. Warnin Take 1 6:10
9. Warnin Take 2 5:53
10. Stomping at the Savoy 5:50

## Personnel
- Art Pepper (as), Warne Marsh (ts), Ronnie Ball (p), Ben Tucker (b), Gary Frommer (d).

## Dates et lieux
Contemporary's Studio, Los Angeles,  Californie, 26 novembre 1956

## CD références
- 1986 Contemporary Records - VDJ-1577
- 2006 Contemporary Records - VICJ-41525